# Alligator olseni
Alligator olseni — викопний вид алігаторів. Він мешкав у ранньому міоцені, приблизно 20,4–15,97 млн років тому і, можливо, раніше. Ареал цього виду охоплював сучасний штат Флорида (США) і, можливо, простягався до південно-східного Техасу.